# Courrier international
Courrier international ist eine wöchentlich erscheinende, französische Zeitschrift. Sie ist eine Presseschau von über 900 weltweit publizierten Zeitungen, Zeitschriften und Magazinen. Das italienische Pendant zur Zeitschrift ist die in Rom ansässige Internazionale. 
Der Hauptsitz ist in Paris. 
Die Artikel werden von einer Redaktion in Paris ausgewählt und ins Französische übersetzt. Rubriken sind: Europa, Afrika, Asien, Nordamerika, Südamerika, Australien und der Pazifik, ferner Technologie, Umwelt, Netzkultur und Wirtschaft. Jede Woche sucht sich die Redaktion einen thematischen, zumeist politischen Schwerpunkt.
Herausgegeben wird die Zeitschrift von einer Verlegergruppe um die Tageszeitung Le Monde und der Gruppe Express-Expansion, die zu Vivendi gehört. Die Zeitschrift wurde im November 1990 von vier Parisern entwickelt. Sie hat eine verkaufte Auflage von gut 180.000.
Seit 2005 gibt es in Brasilien einen portugiesischsprachigen Ableger, wobei etwa 80 Prozent der Artikel der französischen Ausgabe übernommen werden. Ebenfalls seit 2005 gibt es eine Ausgabe auf Japanisch. Von Mai 2009 bis Dezember 2013 betrieb Courrier international in Zusammenarbeit mit der EU-Kommission das mehrsprachige Presseportal Presseurop.eu.